# فريتز كونيغ
فريتز كونيغ (بالألمانية: Fritz Koenig)‏ (و. 1924 – 2017 م) هو نحات، من ألمانيا، ولد في فورتسبورغ، توفي في لاندسهوت، عن عمر يناهز 93 عاماً.

## أعمال بارزة
من أهم أعماله:
- الكرة المعدنية.

## جوائز
حصل على جوائز منها:
- قائد الصليب من وسام استحقاق جمهورية ألمانيا الاتحادية
- النيشان البافاري الماكسيميلياني للعلوم والفن.

## وصلات خارجية
- فريتز كونيغ على موقع IMDb (الإنجليزية)
- فريتز كونيغ على موقع مونزينجر (الألمانية)